# Yutaka Taniyama
Yutaka Taniyama, född 12 november 1927 i Kisai (nära Tokyo), Japan, död 17 november 1958 i Tokyo, var en japansk matematiker, som intresserade sig speciellt för modulära former och elliptiska kurvor. Tillsammans med kollegan Goro Shimura utarbetade han vad som kallas Taniyama–Shimuras sats, som när den bekräftades av Andrew Wiles också bekräftade Fermats stora sats. Tre veckor efter att han hade förlovat sig med Misako Suzuki och bara fem dagar efter att han fyllt trettioett år begick han självmord.

## Biografi
År 1958 arbetade Taniyama som assistent (joshu) vid Tokyos universitet, var förlovad och erbjuden en plats vid Institute for Advanced Study i Princeton, New Jersey. Den 17 november 1958 begick Taniyama självmord. Han lämnade en lapp där han förklarade hur långt han hade kommit med sina undervisningsuppgifter och bad sina kollegor om ursäkt för de problem han orsakade dem.
Även om hans ton var mestadels gåtfull i brevet nämner det trötthet och förlust av förtroende för sin framtid. Taniyamas idéer hade kritiserats som ogrundade och hans beteende hade ibland ansetts märkligt. Goro Shimura nämnde att han led av depression. Taniyama nämnde också i brevet sin oro för att vissa kunde skadas av hans självmord och hans hopp om att handlingen inte skulle kasta "en mörk skugga över den personen". 
Ungefär en månad senare begick Misako Suzuki, kvinnan som han planerade att gifta sig med, också självmord genom kolmonoxidförgiftning, och lämnade en lapp med texten: "Vi lovade varandra att vart vi än gick skulle vi aldrig skiljas. Nu när han är borta, måste jag också gå för att förena mig med honom."
I ett TED-tal från 2011 av den engelske ekonomen Tim Harford med titeln "Trial, error and the God complex" refereras Taniyama som en matematiker som i slutändan inte kunde bevisa sin hypotes under sin livstid. Goro Shimura reflekterade över Taniyamas arbete och sade: Han var inte särskilt försiktig som matematiker. Han gjorde många misstag. Men han gjorde misstag i en bra riktning. Jag försökte imitera honom, men jag har insett att det är väldigt svårt att göra bra misstag.

## Vetenskapligt arbete
Taniyama var mest känd för att på modernt språk göra antaganden om automorfa egenskaper hos L-funktioner i elliptiska kurvor över något talfält. Ett partiellt och förfinat fall av denna hypotes för elliptiska kurvor över resonemang kallas Taniyama–Shimura-hypotesen eller modularitetsteoremet vars slutsats han senare förfinade i samarbete med Goro Shimura. Namnen Taniyama, Shimura och Weil har alla förknippats med denna hypotes, men idén kommer i huvudsak från Taniyama.
”Taniyamas intressen var huvudsakligen algebraisk talteori och hans berömmelse beror främst på två problem som han ställde upp vid symposier om algebraisk talteori som 1955 hölls i Tokyo och Nikko. Hans möte med André Weil på detta symposium skulle komma att ha ett stort inflytande på Taniyamas arbete. Dessa problem utgör grunden för en förmodan: varje elliptisk kurva som definieras över det rationella talfältet är en faktor av Jakobianen av ett modulärt funktionsfält. Denna förmodan visade sig vara en viktig komponent i beviset av Fermats sista sats av Andrew Wiles."
År 1986 bevisade Ken Ribet att om Taniyama–Shimuras förmodan var sann, så skulle Fermats sista sats också vara sann. Detta inspirerade Andrew Wiles att under ett antal år arbeta i hemlighet på den och att bevisa tillräckligt av den för att kunna bevisa Fermats sista sats. På grund av Wiles banbrytande bidrag och ett antal matematikers ansträngningar bevisades slutligen Taniyama–Shimura-hypotesen 1999. Den ursprungliga Taniyama-hypotesen för elliptiska kurvor över godtyckliga talfält förblir öppen (2021).